# Cecil Meares
Pour les articles homonymes, voir Meares.
Henry Cecil Meares, né en 1877 et mort en 1937, est le musher de l'expédition britannique Terra Nova en Antarctique de 1910 à 1913.

## Biographie
Aventurier, Meares est un officier de l'armée britannique, un commerçant de fourrure au Kamtchatka et Okhotsk en Sibérie, un combattant lors de la guerre russo-japonaise et la seconde guerre des Boers et un voyageur prolifique dans de nombreuses régions comme le Tibet.
Meares est chargé lors de l'expédition de la sélection des chiens et des poneys, puis de les transporter de Sibérie en Nouvelle-Zélande. Malgré ses connaissances limitées en chevaux, il suit les ordres de Robert Falcon Scott. Lawrence Oates, officier de cavalerie responsable des poneys lors de l'expédition est déçu du choix, les poneys ne semblant pas taillés pour leur rôle.
Une fois l'expédition Terra Nova commencée, Meares et Dimitri Gerov, un autre musher ont pour charge de s'occuper des animaux.